# Marius Mitu
Dan Marius Mitu (n. 10 septembrie 1976, București) este un fost jucător român de fotbal, care a jucat pe postul de mijlocaș la clubul Șoimii Pâncota.